# Girls～Selfish～
《girls～Selfish～》為日本歌手倖田來未首張DVD單曲，於2004年11月25日發行。

## 解說
- DVD單曲為特別的發行形式（本作未計算在CD單曲中，14th單曲為「hands」）。

- 本DVD單曲收錄的全部樂曲首次於4th原創專輯「secret」中CD化，音樂錄影帶中的全部的內容皆收錄於附屬的DVD中。

## 曲目
1. Selfish
作詞･作曲･編曲:渡辺未来
第20回「東日本女子駅伝」主題曲。
2007年發行的精選輯「BEST 〜BOUNCE & LOVERS〜」的附屬DVD收錄其再編輯過的Dance Ver.的音樂錄影帶。
2. SHAKE IT
作詞:倖田來未　作曲･編曲:今井大介
音樂錄影帶描寫同性戀的主題。
3. 24
作詞:倖田 來未/Osamu Shimono 作曲･編曲:Osamu Shimono
日本電視台「サンクチュアリ/大人の聖域」主題曲。